# Bistum Quanzhou
Das Bistum Quanzhou war eine in China gelegene römisch-katholische Diözese mit Sitz in Quanzhou. 

## Geschichte
Das Bistum Quanzhou wurde im Jahre 1313 durch Papst Clemens V. aus Gebietsabtretungen des Erzbistums Khanbalik errichtet. Um 1370 wurde das Bistum Quanzhou wieder aufgelöst und das Territorium wurde dem Erzbistum Khanbalik angegliedert.
Das Bistum Quanzhou war dem Erzbistum Khanbalik als Suffraganbistum unterstellt.

## Bischöfe von Quanzhou
- Gerardo Albuini OFM, 1313–1318
- Andreas von Perugia OFM, 1318–1320
- Pellegrino da Castello OFM, 1320–1323
- Andreas von Perugia OFM, 1323–1327
- Peter von Florenz OFM, 1332–1362
- Johannes von Florenz OFM, 1362–1370